# Christiaan van Brunswijk-Lüneburg
Christiaan de Oudere van Brunswijk-Lüneburg (9 november 1566 - 8 november 1633) was van 1599 tot 1631 diocesaan administrator van het prinsbisdom Minden en van 1611 tot aan zijn dood hertog van Brunswijk-Lüneburg. Hij behoorde tot het Nieuwere Huis Lüneburg.

## Levensloop
Christiaan was de tweede zoon van hertog Willem de Jongere van Brunswijk-Lüneburg en diens echtgenote Dorothea, dochter van koning Christiaan III van Denemarken. Hij werd opgevoed volgens het lutheraanse geloof.
Hij streefde een kerkelijke loopbaan na. In 1597 werd Christiaan benoemd tot coadjutor van het prinsbisdom Minden en op 5 februari 1599 werd hij na het overlijden van bisschop Anton van Schaumburg door de kapittel van de Dom van Minden verkozen tot diocesaan administrator van het prinsbisdom. De titel van bisschop kon hij niet dragen omdat hij niet tot priester gewijd was.
In Minden tolereerde hij religieuze vrijheid. Toen de katholieke kanunniken in 1604 echter jezuïeten wilden vestigen in de Johanneskerk van Minden, besloot hij het verzet van de protestantse burgers niet te breken en kwam er niets van zijn gegarandeerde godsdienstvrijheid. Vanaf dan omringde hij meer het protestantisme.
Tijdens de Dertigjarige Oorlog werd Minden in 1625 bezet door de keizerlijke troepen onder leiding van Johan t'Serclaes van Tilly, waarna in 1629 de contrareformist Franz Wilhelm von Wartenberg werd aangesteld tot Christiaans coadjutor. Omdat niets sinds de bezetting van de stad de vrije ambtsuitvoering van Christiaan had verhinderd, was het Wartenbergs doel om definitief de afzetting van Christiaan in Minden te bekomen. In 1630 begon de coadjutor met het doorvoeren van het Restitutie-edict in het bisdom. Zonder grote weerstand van Christiaan liet Franz Wilhelm zich in 1631 door de paus tot nieuwe bisschop aanstellen. Hij slaagde er echter niet in om de Contrareformatie in te voeren.
In 1611 erfde hij na het overlijden van zijn oudere broer Ernst II het hertogdom Brunswijk-Lüneburg en in 1617 verwierf hij het vorstendom Grubenhagen. Bij de uitbraak van de Dertigjarige Oorlog steunde hij samen met hertog Frederik III van Sleeswijk-Holstein-Gottorp de keizerlijke partij en werd hij officier in het Nedersaksische leger. Met grote slimheid probeerde hij zijn land zo ver mogelijk van de oorlog te houden, ondanks dat keizerlijke troepen onder leiding van Tilly in 1623 het land bezetten. Toen de Nedersaksische Staten zich bereid verklaarden om zichzelf hiertegen te verdedigen, legde Christiaan zijn ambt als officier neer. Het was pas na het Restitutie-edict in 1629 dat hij zich aansloot bij de protestantse zijde. Formeel voerde hij echter een neutraliteitspolitiek, omdat hij wilde vermijden dat hij een eenduidige keuze moest maken tussen de protestantse en de katholieke zijde.
In november 1633 stierf Christiaan vlak voor zijn 57ste verjaardag. Hij werd bijgezet in de Vorstencrypte van de Stadskerk Sint-Marien in Celle. Omdat hij ongehuwd en kinderloos gebleven was, volgde zijn jongere broer August hem op als hertog van Brunswijk-Lüneburg.

## Voorouders
| Voorouders van Christiaan van Brunswijk-Lüneburg | Voorouders van Christiaan van Brunswijk-Lüneburg                                          | Voorouders van Christiaan van Brunswijk-Lüneburg                                          | Voorouders van Christiaan van Brunswijk-Lüneburg                                          | Voorouders van Christiaan van Brunswijk-Lüneburg                                          | Voorouders van Christiaan van Brunswijk-Lüneburg                                           | Voorouders van Christiaan van Brunswijk-Lüneburg                                           | Voorouders van Christiaan van Brunswijk-Lüneburg                                                  | Voorouders van Christiaan van Brunswijk-Lüneburg                                                  |
| ------------------------------------------------ | ----------------------------------------------------------------------------------------- | ----------------------------------------------------------------------------------------- | ----------------------------------------------------------------------------------------- | ----------------------------------------------------------------------------------------- | ------------------------------------------------------------------------------------------ | ------------------------------------------------------------------------------------------ | ------------------------------------------------------------------------------------------------- | ------------------------------------------------------------------------------------------------- |
| Overgrootouders                                  | Hendrik I van Brunswijk-Lüneburg (1468-1532) ∞ Margaretha van Saksen (1469-1528)          | Hendrik I van Brunswijk-Lüneburg (1468-1532) ∞ Margaretha van Saksen (1469-1528)          | Hendrik V van Mecklenburg (1479-1552) ∞ Ursula van Brandenburg (1488-1510)                | Hendrik V van Mecklenburg (1479-1552) ∞ Ursula van Brandenburg (1488-1510)                | Frederik I van Denemarken (1471-1533) ∞ Anna van Brandenburg (1487-1514)                   | Frederik I van Denemarken (1471-1533) ∞ Anna van Brandenburg (1487-1514)                   | Magnus I van Saksen-Lauenburg (1470-1543) ∞ 1589 Catharina van Brunswijk-Wolfenbüttel (1488-1563) | Magnus I van Saksen-Lauenburg (1470-1543) ∞ 1589 Catharina van Brunswijk-Wolfenbüttel (1488-1563) |
| Grootouders                                      | Ernst I van Brunswijk-Lüneburg (1497-1546) ∞ 1561 Sophia van Mecklenburg-Schwerin (-1541) | Ernst I van Brunswijk-Lüneburg (1497-1546) ∞ 1561 Sophia van Mecklenburg-Schwerin (-1541) | Ernst I van Brunswijk-Lüneburg (1497-1546) ∞ 1561 Sophia van Mecklenburg-Schwerin (-1541) | Ernst I van Brunswijk-Lüneburg (1497-1546) ∞ 1561 Sophia van Mecklenburg-Schwerin (-1541) | Christiaan III van Denemarken (1503-1559) ∞ 1598 Dorothea van Saksen-Lauenburg (1511-1571) | Christiaan III van Denemarken (1503-1559) ∞ 1598 Dorothea van Saksen-Lauenburg (1511-1571) | Christiaan III van Denemarken (1503-1559) ∞ 1598 Dorothea van Saksen-Lauenburg (1511-1571)        | Christiaan III van Denemarken (1503-1559) ∞ 1598 Dorothea van Saksen-Lauenburg (1511-1571)        |
| Ouders                                           | Willem V van Brunswijk-Lüneburg (1535-1592) ∞ 1561 Dorothea van Oldenburg (1546-1617)     | Willem V van Brunswijk-Lüneburg (1535-1592) ∞ 1561 Dorothea van Oldenburg (1546-1617)     | Willem V van Brunswijk-Lüneburg (1535-1592) ∞ 1561 Dorothea van Oldenburg (1546-1617)     | Willem V van Brunswijk-Lüneburg (1535-1592) ∞ 1561 Dorothea van Oldenburg (1546-1617)     | Willem V van Brunswijk-Lüneburg (1535-1592) ∞ 1561 Dorothea van Oldenburg (1546-1617)      | Willem V van Brunswijk-Lüneburg (1535-1592) ∞ 1561 Dorothea van Oldenburg (1546-1617)      | Willem V van Brunswijk-Lüneburg (1535-1592) ∞ 1561 Dorothea van Oldenburg (1546-1617)             | Willem V van Brunswijk-Lüneburg (1535-1592) ∞ 1561 Dorothea van Oldenburg (1546-1617)             |
| Christiaan van Brunswijk-Lüneburg (1565-1633)    |                                                                                           |                                                                                           |                                                                                           |                                                                                           |                                                                                            |                                                                                            |                                                                                                   |                                                                                                   |